# Province méridionale
La Province méridionale est une province du sud de la  Zambie, qui en compte 10 au total. Elle abrite la principale attraction touristique de Zambie, les chutes Victoria, partagées avec le Zimbabwe. Le centre de la province, le Plateau méridional, possède la plus grande superficie de terres agricoles de toutes la Zambie et produit la majeure partie du maïs du pays.
Elle est limitée au sud par le fleuve Zambèze, et le lac Kariba, né avec la construction du barrage de Kariba, est situé au sud-est de la province. La frontière à l'est est formée par les gorges de Kariba (en) et le Zambèze, et la frontière au nord-est est la  rivière Kafue, la séparant de la province de Lusaka. Les plaines de Kafue (en) se situent principalement à la frontière nord de la province avec la Province centrale. Au nord-ouest se trouve une partie du célèbre parc national de Kafue, le plus grand de Zambie. La frontière sud-ouest avec la Province de l'ouest traverse les forêts de teck autour de Mulobezi (en), qui soutenaient autrefois une industrie commerciale du bois et pour laquelle le chemin de fer de Mulobezi (en) a été construit.
La capitale de la province est Choma. Jusqu'en 2011 la capitale était Livingstone. Les Batonga constituent le groupe ethnique le plus important de la province. Une ligne ferroviaire et la route Lusaka-Livingstone (T1 (en) constituent les principaux axes de transport de la province, traversant son centre et ses villes agricoles : Kalomo, Choma, Pemba (en), Monze et Mazabuka. Outre le maïs, les plantations de canne à sucre en bordure des plaines de Kafue (en) et l'élevage de bétail constituent d'autres activités commerciales importantes.
La province méridionale possède la seule grande source de combustible fossile de Zambie, la mine de charbon de Maamba (en) dans la vallée du Zambèze, desservie par un embranchement du chemin de fer.

## Démographie
La province avait une population de 1 139 342 personnes en 2000 (en), de 1 589 926 personnes en 2010 (en), sur une population zambienne totale de 13 092 666 personnes. D'après le recensement de 2022, sa population est estimée à 2 381 728 personnes. 49 % de la population de cette province sont des hommes. D'après le recensement de 2010, 47,4 % des personnes ont entre 0 et 14 ans, 50,1 % entre 15 et 64 ans, et 2,5 % plus de 65 ans.
25,7 % de la population vit en milieu urbain, et 74,3 % en milieu rural.

## Économie et agriculture

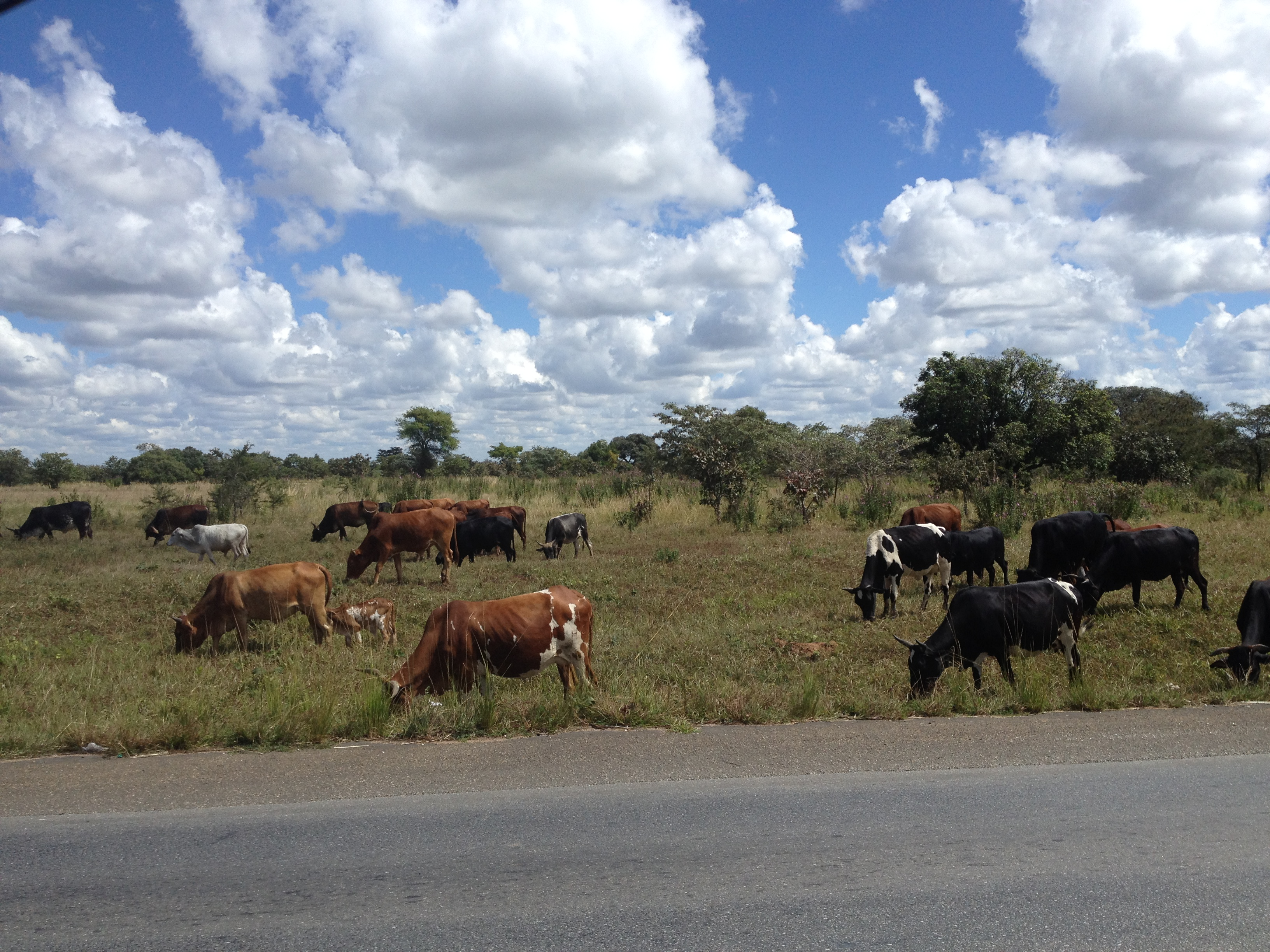
Bétail près de Chisekesi

L'agriculture est la principale activité économique de la province, avec un mélange de petites exploitations et d'exploitations commerciales de maïs dans toute la province. Par rapport à d'autres grandes régions agricoles, comme la province orientale, la province méridionale dispose de terres plus abondantes et d'un meilleur accès à l'eau, mais reçoit moins de précipitations. La province méridionale abrite également la « ville la plus sucrée de Zambie », Mazabuka, où la culture de la canne à sucre et la transformation du sucre constituent une activité majeure. La superficie totale des cultures plantées au cours de l'année 2014 dans la province était de 360 160,32 hectares, ce qui représentait 18,98 % de la superficie totale cultivée en Zambie. La production nette s'élevait à 688 122 tonnes, soit 16,89 % de la production agricole totale du pays. Le sorgho est la principale culture de la province avec 4 695 tonnes, soit 40,62 % de la production nationale.
Mazabuka produit 90 % du sucre cultivé en Zambie, avec une production annuelle estimée à 430 tonnes. Les champs de canne à sucre de Mazabuka sont parmi les plus productifs au monde à l'hectare et les faibles coûts de production permettent à la production d'être compétitive sur les marchés internationaux. Environ 60 % du sucre est exporté vers l'Europe et d'autres marchés. Toutefois, les exportations sont limitées en raison des coûts de transport élevés pour rallier les marchés internationaux. Au niveau national, l'industrie sucrière de Mazabuka contribue à environ 4 % du PIB chaque année.
L'industrie sucrière de Mazabuka a fait la une de l'actualité en 2013 lorsqu'il a été découvert que Zambia Sugar (en), la plus grande entreprise sucrière du pays, n'avait pas payé d'impôts sur les sociétés à la Zambie au cours des cinq années précédentes.
La province méridionale et la province de l'Est sont les deux principaux greniers à blé du pays. La province méridionale produit plus de 600 000 tonnes de maïs chaque année, grâce à une combinaison d'exploitations commerciales, propres à la province méridionale, et de petites exploitations. Malgré de faibles pluies ces dernières années et le phénomène météorologique El Niño fort en 2016, la production de maïs zambien a continué à croître. La croissance dans la province méridionale et dans l'ensemble du pays a permis à la Zambie de rester un exportateur net de maïs vers les pays voisins souffrant d'insécurité alimentaire, tels que le Zimbabwe et le Malawi, qui ont été plus durement touchés par les intempéries.

## Éducation et santé
En 2004, la province comptait 995 écoles élémentaires, 45 établissements secondaires, et le nombre d'enfants non scolarisés âgés de 7 à 15 ans s'élevait à 995. Le taux de chômage était de 7 % et le taux de chômage des jeunes de 6 % en 2008. La province comptait 50 médecins en 2005. Cette même année, la province comptait 344 cas de paludisme pour 1 000 habitants et 12 403 décès dus au sida en 2010.

## Géographie

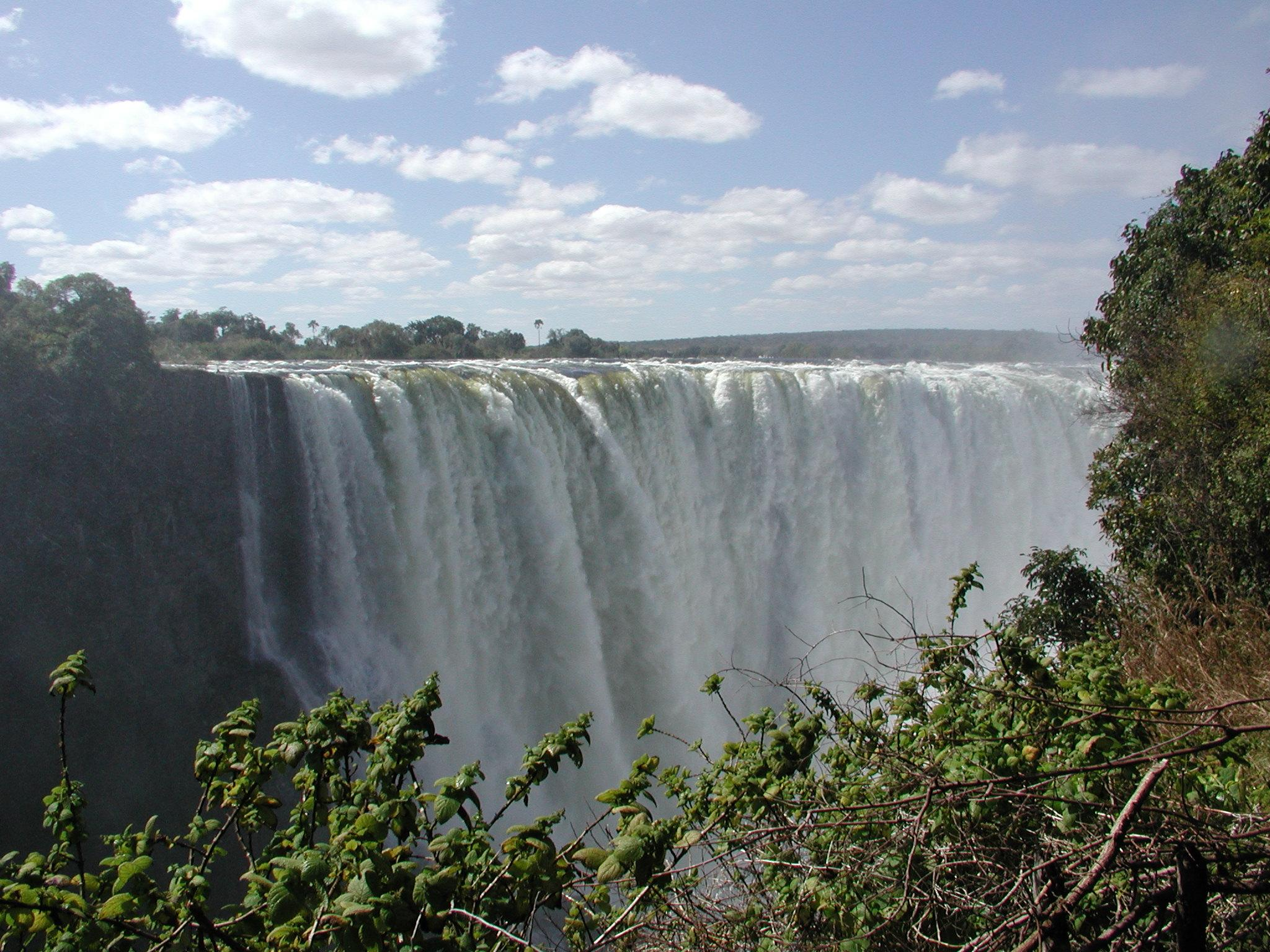
Chutes Victoria

La province méridionale est frontalière avec le Zimbabwe au sud, bordée par les chutes Victoria, au nord par la province centrale, à l'ouest par la province de l'ouest et au nord-est par la province de Lusaka. La topographie générale de la province est caractérisée par des surfaces d'aplanissement élevées. L'élévation générale du pays dans son ensemble tend vers l'ouest et l'est à partir du bassin du Kalahari. Le niveau des terres s'abaisse du haut-Congo vers la dépression du Zambèze au sud, formant un plateau.
La province se situe dans la ligne de partage des eaux entre les systèmes fluviaux de la République démocratique du Congo et du Zambèze. La province, comme certaines autres provinces du pays, se trouve à la frontière formée par la ligne de partage des eaux séparant l'océan Atlantique de l'océan Indien, qui s'étend de la République démocratique du Congo au sud de la Tanzanie. Le pays connaît trois grandes saisons : une saison sèche et fraîche d'avril à août, une saison sèche et chaude d'août à novembre et une saison humide et chaude de novembre à avril. La chaleur maximale est ressentie en novembre, tandis que les précipitations maximales sont reçues en décembre. Les précipitations annuelles sont supérieures à 700 mm dans la région. Le lac Kariba, le plus grand lac artificiel d'Afrique et le deuxième plus grand lac artificiel du monde, s'étend le long de la frontière sud de la province.
| Mois                              | jan. | fév. | mars | avril | mai  | juin | jui. | août | sep. | oct. | nov. | déc. | année |
| --------------------------------- | ---- | ---- | ---- | ----- | ---- | ---- | ---- | ---- | ---- | ---- | ---- | ---- | ----- |
| Température minimale moyenne (°C) | 18,9 | 18,6 | 17,6 | 14,8  | 10,1 | 6,7  | 6,3  | 9,2  | 14,2 | 18,2 | 19,1 | 18,9 | 6,3   |
| Température maximale moyenne (°C) | 23,6 | 23,2 | 23,1 | 21,9  | 18,9 | 16   | 16,1 | 19,3 | 23,9 | 26,2 | 25,1 | 23,6 | 26,2  |
| Record de chaleur (°C)            | 30   | 29,7 | 30,3 | 29,9  | 28   | 25,6 | 25,5 | 28,4 | 32,5 | 34   | 32,6 | 30,4 | 34    |
| Précipitations (mm)               | 16   | 14   | 9    | 3     | 0    | 0    | 0    | 0    | 0    | 4    | 11   | 16   | 73    |

## Parcs nationaux et culture
L'ancienne capitale provinciale de la province méridionale, Livingstone, est le centre touristique de la Zambie et abrite l'attraction touristique internationale des chutes Victoria. Situées de l'autre côté du Zambèze par rapport à la ville de Victoria Falls au Zimbabwe, Livingstone est en concurrence pour être un point de départ pour le tourisme dans la région qui comprend d'autres attractions telles que le parc national de Lochinvar (en) et les plaines de Kafue (en) au nord, les gorges du Zambèze et de Batoka au sud, le parc national de Chobe au Botswana, le parc national de Kafue en Zambie et le lac Kariba à la frontière avec le Zimbabwe. Le tourisme représente une part importante et croissante de l'économie zambienne, contribuant à 7 % du PIB en 2005 et accueillant plus de 800 000 visiteurs par an en 2007.

### Principales fêtes
| Mois             | Nom                    | Tribu     | District   |
| ---------------- | ---------------------- | --------- | ---------- |
| Juillet          | Lwiindi Gonde          | Tonga     | Monze      |
| Août             | Maliko Malindi Lwiindi | Tonga     | Sinazongwe |
|                  | Musumu Muyumu          | Tonga     | Kalomo     |
|                  | Sikaumba               | Ila       | Namwala    |
|                  | Lukuni Luzwa Buuka     | Toka Leya | Kalomo     |
| Septembre        | Kasanga Makonda        | Nkoya     | Kazungula  |
|                  | Guta Bweenza Bwe       | Tonga     | Kazungula  |
| Octobre          | Shimunenga             | Ila       | Namwala    |
|                  | Chungu                 | Tonga     | Kalomo     |
|                  | Maanzi Aabila Lwiindi  | Tonga     | Kalomo     |
|                  | Lwiindi Sekute         | Toka Leya | Kazungula  |
| Novembre         | Bagande                | Tonga     | Siavonga   |
|                  | Koombaze Kamakonde     | Tonga     | Kalomo     |
| Décembre/Juillet | Bene Mukuni            | Toka Leya | Kazungula  |

Source : Ministère du tourisme de Zambie

## Administration

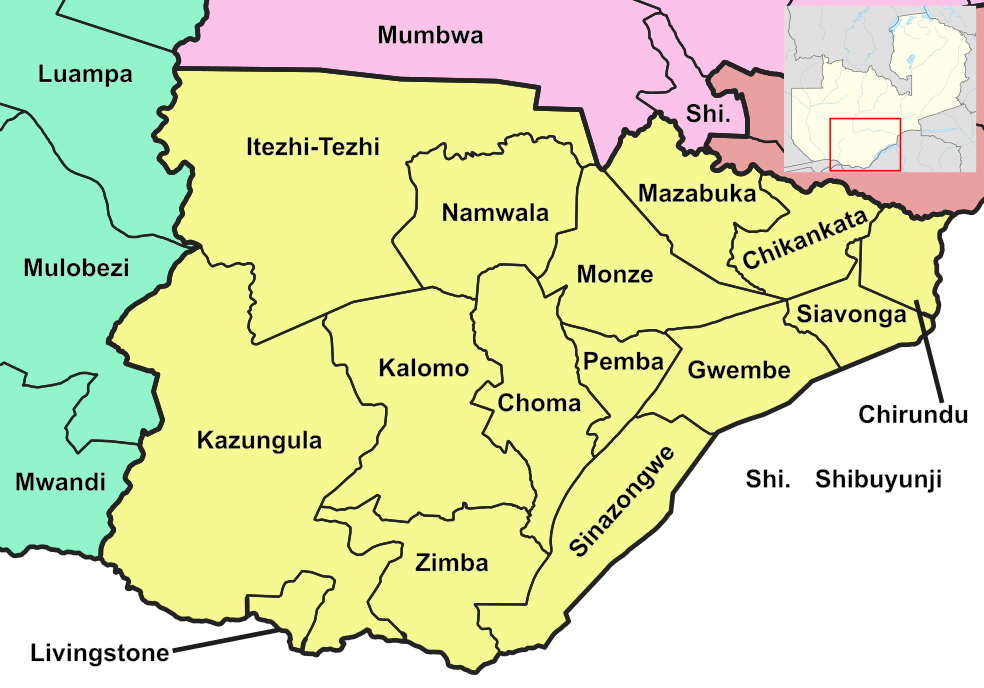
Districts de la province en 2022

L'administration provinciale est mise en place à des fins purement administratives. La province est dirigée par un ministre nommé par le Président, et il existe des ministères du gouvernement central pour chaque province. Le chef administratif de la province est le secrétaire permanent, nommé par le président. Il y a un secrétaire permanent adjoint, des chefs de départements gouvernementaux et des fonctionnaires au niveau provincial. La province méridionale est divisée en quinze districts, à savoir : Chikankata (en), Chirundu (en), Choma, Gwembe, Itezhi-Tezhi, Kalomo, Kazungula, Livingstone, Mazabuka, Monze, Namwala, Pemba (en), Siavonga, Sinazongwe et Zimba (en). Tous les sièges de district portent le même nom que les districts. La province compte quinze conseils, chacun dirigé par un représentant élu, appelé conseiller. Le mandat de chaque conseiller est de trois ans. Le personnel administratif du conseil est sélectionné sur la base de la Commission des services de l'administration locale, à l'intérieur ou à l'extérieur du district. Le bureau du gouvernement provincial est situé dans chacun des sièges de district et dispose de fonctionnaires et d'auditeurs du gouvernement local provincial. Chaque conseil est responsable de la levée et de la collecte des impôts locaux et les budgets du conseil sont audités et soumis chaque année après le budget annuel. Les membres élus du conseil ne perçoivent pas de salaire, mais des indemnités versées par le conseil. Le Sud est un district essentiellement rural et il n'y a donc pas de conseil municipal. Le gouvernement confie 63 fonctions différentes aux conseils, dont la plupart concernant la gestion des infrastructures et l'administration locale. Les conseils sont chargés d'entretenir chacun de leurs centres communautaires, zoos, parcs locaux, terrains de caravaning, bibliothèques, musées et galeries d'art. Ils travaillent également avec des départements gouvernementaux spécifiques pour aider l'agriculture, la conservation des ressources naturelles, le service postal, la création et l'entretien d'hôpitaux, d'écoles et de collèges. Les conseils préparent des projets qui encouragent la participation de la communauté.